# Minderbroedersklooster (Luik)

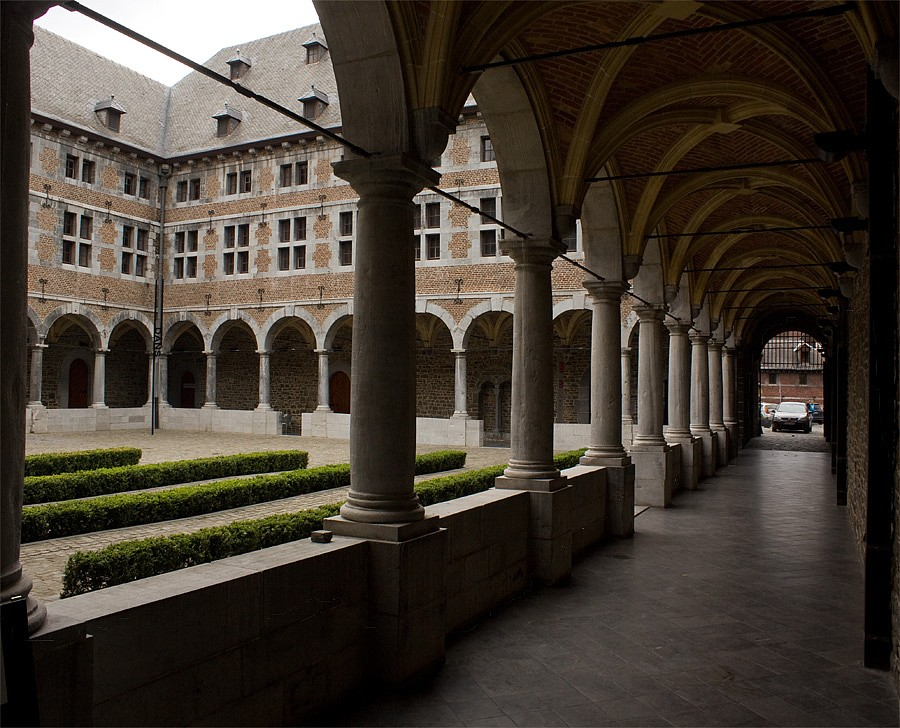
Kloostergang

Het Minderbroedersklooster is een voormalig klooster in de Belgische stad Luik, gelegen aan Cour des Mineurs. Tot het complex behoren ook de Sint-Antoniuskerk en het Maison Chamart.

## Geschiedenis
De minderbroeders kwamen in 1220 naar Luik en in 1231 werd de kloosterkerk ingewijd. In 1234 ging deze echter gedeeltelijk in vlammen op, maar in 1235 was ze hersteld, mooier nog dan eerst (beau-retour of beau-repart). In 1243 werd de broeders echter een nieuw onderkomen aangeboden en het oorspronkelijke klooster werd verkocht aan de premonstratenzers en kwam bekend te staan als Abdij van Beaurepart.
De kloostergebouwen werden omstreeks het midden van de 17e eeuw herbouwd in Maaslandse renaissancestijl. De vier vleugels die de kloostergang omsluiten zijn: De noordvleugel van 1655, de westvleugel van 1661 en de zuidvleugel van 1668.
In 1796 werd het klooster opgeheven. De gebouwen werden daarna vooral als opslagplaats gebruikt. Vanaf 1951 werd het complex gerestaureerd en in 1972 werd het Museum van het Waalse Leven geopend in dit complex. In het Maison Chamart kwam het bij het museum behorende marionettentheater.

## Gebouw
De kloostergang wordt omringd door bogen, rustend op pilaren en overdekt door kruisribgewelven. Naast de kloostergang zijn er nog twee binnenplaatsen: één ten noorden en één ten oosten ervan.
De kloostergang staat op de eerste verdieping in verbinding met het Maison Chamart (1670), waar de provinciaal van de franciscanen verbleef en ook de bibliotheek gevestigd was. Dit gebouw wordt gekenmerkt door in tufsteen uitgehouwen wapenschilden aan de gevel en door een vierkant torentje.